# تفجيرات القامشلي 2015
تفجيرات القامشلي 2015 تُشير إلى انفجار ثلاث قنابل في ثلاثة مطاعم تابعة لآشوريون على الحدود التركية-السورية في مدينة القامشلي بتاريخ 30 كانون الأول/ديسمبر 2015. ذكرت أولى التقارير أن التفاجير كانت انتحارية، ومع ذلك نفى المتحدث العسكري من الآشوريين، في القامشلي هذا وأكد على أن الهجمات لم تكن تفجيرات انتحارية. ذكرت المتحدث باسم الميليشيات الكردية أن تنظيم الدولة الإسلامية (داعش) هو المسؤول الأول عن التفجيرات وأن التفجيرات استهدفت مسيحيين بالدرجة الأولى، أما المنظمات الآشورية فقد ادعت أن التفجيرات لم تُنفذ من قبل عناصر داعش بل جريمة ارتكبتها وحدات حماية الشعب الكردية. خلَّفت التفجيرات الثلاث 16 قتيل؛ 14 منهم من المسيحيين الآشوريين واثنان من المسلمين كما تسببت في جرح 35 آخرين.

## ما بعد التفجيرات
في أعقاب تفجيرات القامشلي 2015 التي استهدفت مطاعم المسيحيين الآشوريين المكتضة بهم في سوتورو؛ أقامت ميليشيات دفاعية نقاط تفتيش أمنية حول محيط المنطقة الوسطى ذات الغالبية المسيحية في مدينة القامشلي.
في 12 كانون الثاني/يناير، وعند حوالي الساعة 12:45 اقتربت مجموعة من مقاتلي وحدات حماية الشعب الكردية من نقطة تفتيش وطلبوا من الميليشيات الدفاعية إنزال الحواجز الأمنية مشيرين إلى أن نقاط التفتيش أزعجت سكان ويجب إزالتها. رفضت الحراس في الحواجز هذا الطلب مما أدى إلى فتح النار عليهم من قبل الوحدات التي تمكنت من قتل أحدهم بعد إصابته برصاصة مباشرة في الرأس. استمر القتال وتبادل إطلاق النار لأكثر من ساعة بين الجانبين وانتهت فقط عندما طلبت الوحدات من ممثل الحكومة السورية التوسط في اتفاق من أجل وقف إطلاق النار. كانت الحصيلة النهائية للاشتباكات مقتل 3 من مقاتلي وحدات حماية الشعب و2 من حرس الحاجز مقابل إصابة 3 مدنيين آخرين.